# 锺万学
鍾萬學（1966年6月29日—）是印尼國營石油公司董事長，也是雅加達特區第17任首長，曾任印尼「區域代表議會」之議員。他是首位當上雅加達首長的印尼华人，並以他的客家語小名 Ahok（阿學）為人所知。2009年，他代表專業集團黨（Partai Golkar）參選印尼國會「人民代表議會」（Dewan Perwakilan Rakyat，稱眾議院）議員成功，任期是2009年至2014年。2012年，他辭去議員職務，接受民主鬥爭黨（PDI-P）和大印尼行動黨（Gerindra）的徵召，成為佐科·維多多競選雅加達首長的副手，並贏得當屆選舉，就任雅加達副首長。後來佐科·維多多為參選總統而暫離首長職務，於是鍾萬學於2014年6月2日起暫代佐科·維多多之職，成為雅加達特區的代理首長，繼於2014年11月19日正式擔任雅加達特區首長。鍾萬學在2017年的雅加达特区首长选举中败于學者阿尼斯·巴斯威丹，而后于同年5月9日以所謂“亵渎《古兰经》”的罪名被判处2年有期徒刑，罢免首长职位，以副首长查罗特·赛夫·希达亚特代行首长职权。2019年1月24日，鍾万学刑满获释，他表示暂时无意重返政坛。

## 生平

### 早年生活
1966年六月二十九日，锺万学生于印尼邦加-勿里洞省东勿里洞县，是廣東梅州客家人后代，当地客家人叫他阿學（客家話讀音：Ahok）。他在出生地读完高中后，便往首府雅加达，考入Trisakti大学，选修“地质工程矿产技术”并于1990年获得学士位（S-1），获得地质工程师（Insinyur Geologi）之衔。接著于 Prasetiya Mulya 高等学府，攻读财务行政管理学（Bidang Manajemen Keuangan），并于1994年取得硕士学位（S- 2）。

### 理念與政績
鍾首次參政是在他的故鄉勿里洞，並在雅加達再次獲得成功。他認為，長久以來因偏見和怨恨所引發的暴力衝突，會將印尼推往分裂。
他的施政著重在改革交通、勞工和官僚作風等面向。他在調漲最低工資的協商中扮演要角；獎勵街頭攤販移至指定市場以改善交通壅塞；對政府部門突擊檢查，並建議安裝閉路電視以利究責。
由于華人的种族背景和基督徒身份，鍾经常为印尼本土種族主義和伊斯蘭極端主義者所攻擊。他在2012年雅加達副首長竞选中，由于非穆斯林身份而受到极端保守主義者及竞选对手之支持者的針對。在锺万学任期的早期，一位名为Farhat Abbas的律师经由推特（Twitter）对他有種族歧视的言论。此后，该言论反遭受印尼政界多人的指责。锺万学聞言之后曾表示，Farhat Abbas不需对他的仇恨言论做道歉，也不会告诉他。此外，由于其“双重少数”的民族及宗教背景，锺万学也遭到了强硬派别「伊斯兰捍卫者阵线」（FPI）的攻击。该组织呼吁修改雅加达特區的法規，建议消除副首長的一些职能，以予政府下属的伊斯兰组织。

### 2017年雅加达首长选举
2017年2月15日，锺万学与前文化与中小学教育部长阿尼斯·巴斯威丹进入第二轮投票。同年4月19日的第二轮投票快算结果显示阿尼斯胜出，鍾因先前的政治攻擊而落选。

## 針對攻擊

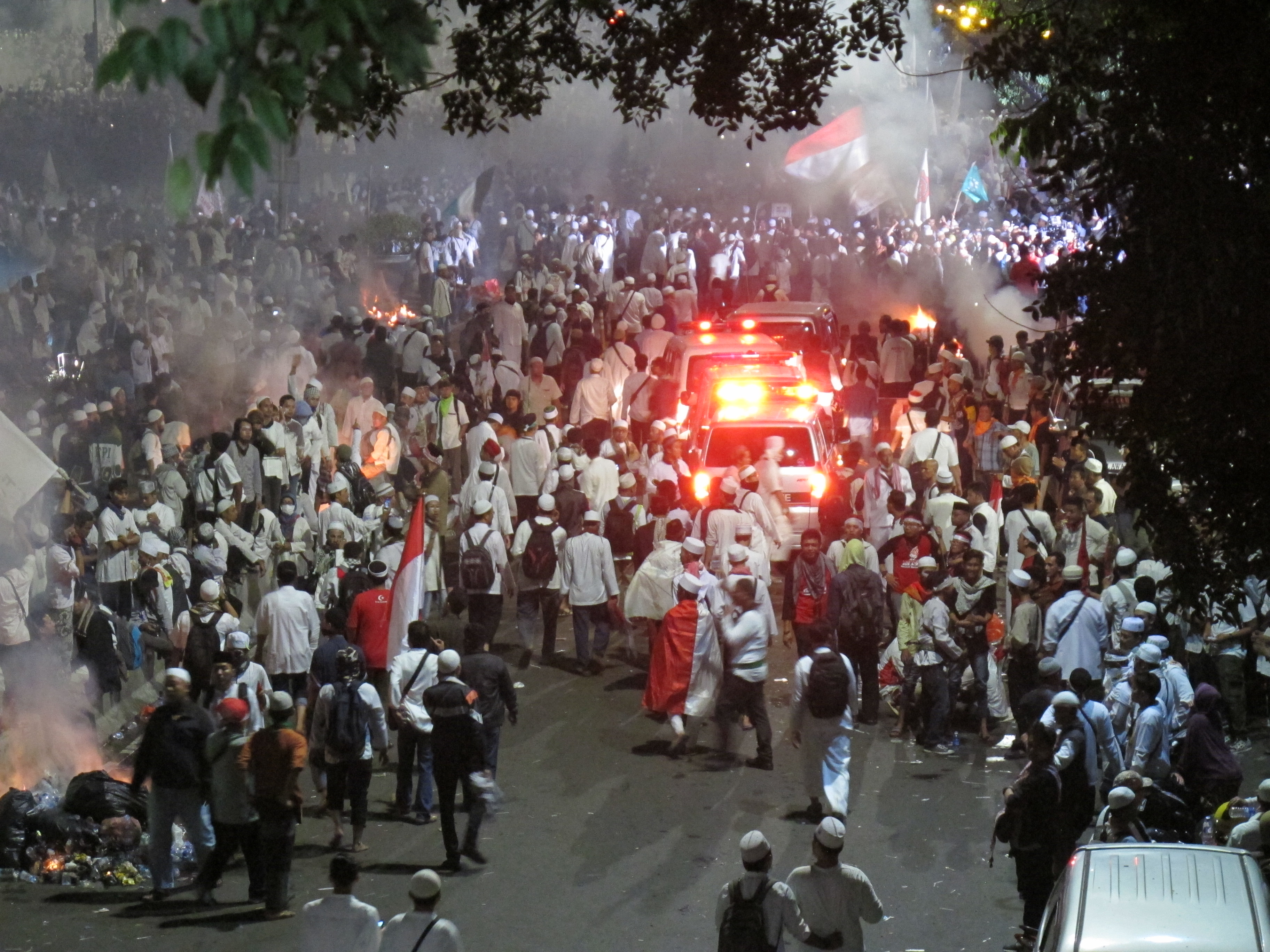
雅加达極端穆斯林針對锺万学民族及宗教背景的騷亂

2016年9月27日，锺万学在发表讲话时提及“不要被那些利用《古兰经》第五章第51条（不要與犹太教徒和基督教徒結盟）的人所欺騙”，他強調反锺万学團體做出這行為，是一種欺騙選民的手法。雖然他是引用古蘭經文，但言論遭反對者利用，一名大學講師將此影片剪輯，使他看起來像在批評伊斯蘭本身，反鍾萬學的當地伊斯蘭極端組織領導人利用這件事指控锺万学亵渎古兰经，煽動10万名穆斯林于2016年11月4日群起游行示威。2016年12月13日，以涉及褻瀆宗教案在雅加達地方法院開庭審理。對此，锺万学辯稱於9月發表的言論無意詮釋古兰经，實在是無意侮辱伊斯蘭。

## 獲刑
2017年5月9日，雅加达地方法院在未有证据确凿之下，以所謂褻瀆宗教罪名重判鍾兩年監禁，超乎了外界預期的刑度，震驚了外界組織與人士。。包括鍾萬學的穆斯林支持者都認為此事太過主觀難以斷定，鍾並沒有褻瀆可蘭經，應將他無罪釋放。锺万学支持者在印度尼西亞和世界各地的大城市舉辦了點燭活動並高唱愛國歌曲，來表達他們對判決的失望與不滿。有很多非印尼籍的民眾也前去參加這些活動以表同情與支持。而反锺万学的穆斯林支持者則在法院外展開慶祝示威活動，並高呼“真主至大！”。
2019年1月24日，锺万学获释，并要求支持者此后不要再称其为“阿学”，而是以印尼语姓名缩写BTP称之。同年11月擔任印尼國家石油公司董事長。

## 爭議
2015年4月鍾萬學對新聞媒體表示雅加達的色情產業目前市政府難以取締，也不諱言雅加達有紅燈區的存在並不會傷害一般市民，只是擔心買不起保險套的民眾可能容易召妓後得到性病。